# 湛禮
湛禮，字用和，浙江錢塘（今杭州）人。明朝政治人物。
永樂二年（1404年）三甲第四十二名進士，授四川內江縣知縣，累官廣東韶州府知府，致仕歸。